# Districte de Mittweida
El Districte de Mittweida (en alemany Landkreis Mittweida) és un Landkreis (districte) a l'oest de l'estat federal de Freistaates Sachsen (Alemanya). Els districtes veïns són al nord el Muldentalkreis i el districte de Döbeln, al nord-oest el districte de Meißen, al sud-est el districte de Freiberg, al sud la ciutat independent (kreisfreie Stadt) de Chemnitz i el districte de Chemnitzer Land així com a l'oest el districte de Thüringen districte de Altenburger Land i el districte de Leipziger Land.

## Composició del districte
Nombre d'habitants a 31 de març de 2006
Ciutats
| 1. Burgstädt (12.150) 2. Frankenberg/Sa. (16.678) 3. Geringswalde (5.020) 4. Hainichen (9.426) 5. Lunzenau (5.088) 6. Mittweida (16.342) 7. Penig (10.363) 8. Rochlitz (6.681) | Gemeinden 1. Altmittweida (2.107) 2. Claußnitz (3.468) 3. Erlau [Sitz: Crossen] (3.607) 4. Hartmannsdorf (bei Chemnitz) (4.765) 5. Königsfeld (1.733) 6. Königshain-Wiederau (3.003) 7. Kriebstein [Sitz: Kriebethal] (2.623) 8. Lichtenau (8.018) 9. Mühlau (2.350) 10. Rossau (3.880) 11. Seelitz (2.103) 12. Striegistal [Sitz: Pappendorf] (2.063) 13. Taura (2.621) 14. Tiefenbach [Sitz: Etzdorf] (3.529) 15. Wechselburg (2.192) 16. Zettlitz (872) |